# 波羅的混合林
波羅的混合林生態區，是一片位於波羅的海西南海岸的森林生態區，由歐洲環境署指定。該區域在世界自然基金會分類中被劃為「北歐：德國、丹麥、瑞典與波蘭生態區」。

## 地理描述
雖然名為「波羅的混合林」，但實際上該生態區並不包含波羅的海國家領土；這些國家以薩爾馬提亞混合林為主，立陶宛南部則為中歐混合林。波羅的混合林生態區位在波羅的海西部、南部海岸，包括波蘭西北部、德國東北部、丹麥東部及瑞典南部。具體而言，波羅的混合林常見於日德蘭半島東岸低地，與易北河、奧得河以北的山麓地帶。

## 植被
波羅的混合林的自然植被類型為低地至山麓的山毛櫸森林及混合林，其中又以歐洲山毛櫸為主要樹種。其他樹種大多為落葉樹木，但也有少量松柏。橡樹、榆樹、白臘樹、椴樹、榛樹、楸樹及樺樹是混合林當中，山毛櫸以外的常見樹種。

## 生態威脅
根據2015年一份研究氣候變遷對波羅的海盆地影響的論文，氣溫和降雨模式的變化，將大大改變波羅的海西南部植物相，更耐旱的物種將取得優勢，降低物種多樣性、減少地下水補給。同時，動物相也將遭受負面影響。波羅的海地區生物對海水鹽度變化十分敏感，影響食物鏈組成，並干擾水生、陸地生態系統間的交互作用。